# Bande latérale
Pour les articles homonymes, voir bande.

Puissance d'un signal radio AM en fonction de la fréquence (fc est la fréquence porteuse, et fm la fréquence de modulation maximale).

Dans les communications radio, une bande latérale est une bande de fréquences supérieures ou inférieures à la fréquence porteuse, résultant du processus de modulation. Les bandes latérales transportent l'information transmise par le signal radio. Les bandes latérales comprennent toutes les composantes spectrales du signal modulé, à l'exception de la porteuse. Les composantes du signal situées au-dessus de la fréquence de la porteuse constituent la « bande latérale supérieure » (USB, pour l'anglais upper side-band), et celles situées au-dessous de la fréquence de la porteuse constituent la « bande latérale inférieure » (LSB, pour lower side-band). Toutes les formes de modulation produisent des bandes latérales.

## Création de bandes latérales
Nous pouvons illustrer la création de bandes latérales à l'aide d'une identité trigonométrique :
{\displaystyle \cos(A)\cdot \cos(B)\equiv {\tfrac {1}{2}}\cos(A+B)+{\tfrac {1}{2}}\cos(A-B)}
En ajoutant {\displaystyle \cos(A)} aux deux côtés :
{\displaystyle \cos(A)\cdot [1+\cos(B)]={\tfrac {1}{2}}\cos(A+B)+\cos(A)+{\tfrac {1}{2}}\cos(A-B)}
En substituant (par exemple)  {\displaystyle A\triangleq 1000\cdot t}  et  {\displaystyle B\triangleq 100\cdot t,}  où {\displaystyle t} représente le temps:.
{\displaystyle \underbrace {\cos(1000\ t)} _{\text{porteuse}}\cdot \underbrace {[1+\cos(100\ t)]} _{\text{modulation d'amplitude}}=\underbrace {{\tfrac {1}{2}}\cos(1100\ t)} _{\text{bande latérale supérieure}}+\underbrace {\cos(1000\ t)} _{\text{porteuse}}+\underbrace {{\tfrac {1}{2}}\cos(900\ t)} _{\text{bande latérale inférieure}}.}
L'ajout de complexité et de variation temporelle à la modulation d'amplitude en ajoute également aux bandes latérales, ce qui a pour effet d'élargir leur bande passante et de les modifier avec le temps. En effet, les bandes latérales "transportent" le contenu informatif du signal.

### Caractérisation en bande latérale
Dans l'exemple ci-dessus, une corrélation croisée du signal modulé avec une sinusoïde pure, {\displaystyle \cos(\omega t),} est nulle à toutes les valeurs de {\displaystyle \omega } sauf à 1100, 1000 et 900. Les valeurs non nulles reflètent les forces relatives des trois composantes. Un graphique de ce concept, appelé transformée de Fourier (ou spectre), est le moyen habituel de visualiser les bandes latérales et de définir leurs paramètres.

Spectre en fréquence d'un signal RF modulé en AM ou en FM.

## Modulation d'amplitude
La modulation d'amplitude d'un signal porteur produit normalement deux bandes latérales en miroir. Les composantes du signal situées au-dessus de la fréquence de la porteuse constituent la bande latérale supérieure (USB) et celles situées au-dessous de la fréquence de la porteuse constituent la bande latérale inférieure (LSB). Par exemple, si une porteuse de 900 kHz est modulée en amplitude par un signal audio de 1 kHz, il y aura des composantes à 899 kHz et 901 kHz ainsi qu'à 900 kHz dans le spectre radiofréquence généré ; Ainsi, une largeur de bande audio de (disons) 7 kHz nécessitera une largeur de bande du spectre radioélectrique de 14 kHz. Dans la transmission AM conventionnelle, telle qu'elle est utilisée par les stations AM de la bande de radiodiffusion, le signal audio d'origine peut être récupéré ("détecté") par des circuits de détection synchrones ou par de simples détecteurs d'enveloppe, car la porteuse et les deux bandes latérales sont présentes. On parle parfois de modulation d'amplitude à double bande latérale (DSB-AM), mais toutes les variantes de DSB ne sont pas compatibles avec les détecteurs d'enveloppe.
Dans certaines formes de MA, la porteuse peut être réduite pour économiser de l'énergie. Le terme DSB à porteuse réduite (en) implique normalement qu'il reste suffisamment de porteuse dans la transmission pour permettre à un circuit récepteur de régénérer une porteuse forte ou au moins de synchroniser une boucle à verrouillage de phase, mais il existe des formes où la porteuse est complètement supprimée, produisant une double bande latérale à porteuse supprimée (en) (DSB-SC). Les systèmes à porteuse supprimée nécessitent des circuits plus sophistiqués dans le récepteur et une autre méthode pour déduire la fréquence de la porteuse d'origine. Un exemple est l'information de différence stéréophonique (L-R) transmise en radiodiffusion FM stéréo sur une sous-porteuse de 38 kHz où un signal de faible puissance à la moitié de la fréquence porteuse de 38 kHz est inséré entre les fréquences du signal monophonique (jusqu'à 15 kHz) et le bas de la sous-porteuse d'information stéréophonique (jusqu'à 38-15 kHz, c'est-à-dire 23 kHz). Le récepteur régénère localement la sous-porteuse en doublant un signal pilote (en) spécial de 19 kHz. Dans un autre exemple, la modulation en quadrature utilisée historiquement pour les informations chromatiques dans les émissions de télévision PAL, le signal de synchronisation est une brève rafale de quelques cycles de porteuse pendant la partie « back porch » de chaque ligne de balayage lorsqu'aucune image n'est transmise. Mais dans d'autres systèmes DSB-SC, la porteuse peut être régénérée directement à partir des bandes latérales par une boucle de Costas ou une circuit dit squaring loop. Cette méthode est courante dans les systèmes de transmission numérique tels que le BPSK, où le signal est continuellement présent.

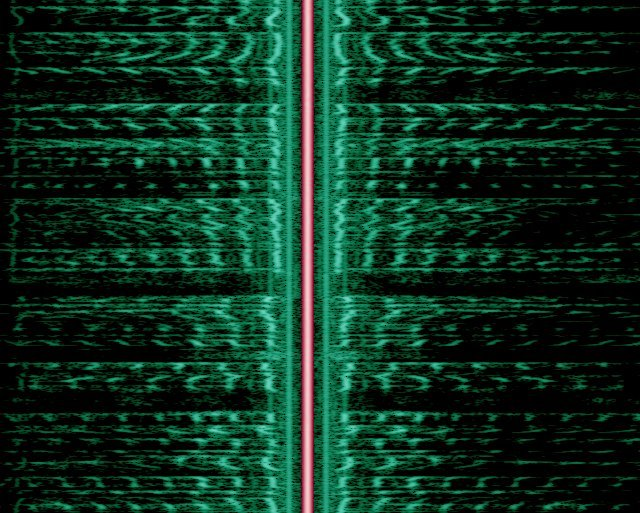
Les bandes latérales sont évidentes dans ce spectrogramme d'une émission AM (la porteuse est mise en évidence en rouge, les deux spectres audio réfléchis (vert) sont les bandes latérales inférieure et supérieure). Le temps est représenté le long de l'axe vertical ; l'amplitude et la fréquence des bandes latérales varient en fonction du contenu du programme.

Si une partie d'une bande latérale et la totalité de l'autre restent, on parle de bande latérale vestigiale, utilisée principalement avec la télédiffusion de la télévision, qui occuperait sinon une quantité inacceptable de bande passante. La transmission dans laquelle une seule bande latérale est transmise est appelée modulation à bande latérale unique ou BLU. La BLU est le mode vocal prédominant sur les radio à ondes courtes autres que les diffusions à ondes courtes. Étant donné que les bandes latérales sont des images miroir, le choix de la bande latérale utilisée est une question de convention.
En BLU, la porteuse est supprimée (en), ce qui réduit considérablement la puissance électrique (jusqu'à 12 dB) sans affecter l'information dans la bande latérale. Cela permet une utilisation plus efficace de la puissance de l'émetteur et de la largeur de bande RF, mais un oscillateur de battement doit être utilisé au niveau du récepteur pour reconstituer la porteuse. Si la fréquence de la porteuse reconstituée est erronée, la sortie du récepteur aura des fréquences erronées, mais pour la parole, de petites erreurs de fréquence ne posent pas de problème d'intelligibilité. Une autre façon de considérer un récepteur SSB est de le considérer comme un transposeur de fréquences radio à fréquences audio : en mode USB, la fréquence du cadran est soustraite de chaque composante de fréquence radio pour produire une composante audio correspondante, tandis qu'en mode LSB, chaque composante de fréquence radio entrante est soustraite de la fréquence du cadran.

## Modulation de fréquence
La modulation de fréquence génère également des bandes latérales, la largeur de bande consommée dépendant de l'indice de modulation - elle nécessite souvent une largeur de bande nettement supérieure à celle de la DSB. Les fonctions de Bessel peuvent être utilisées pour calculer les besoins en largeur de bande des transmissions FM. La règle de Carson est une approximation utile de la largeur de bande dans plusieurs applications.

## Contraintes à respecter
Les bandes latérales peuvent interférer avec les canaux adjacents. La partie de la bande latérale qui chevaucherait le canal voisin doit être supprimée par des filtres, avant ou après la modulation (souvent les deux). Dans la bande de radiodiffusion (en) (FM), les sous-porteuses au-dessus de 75 kHz ne doivent représenter qu'un  petit pourcentage de l’énergie du signal modulé et sont interdites au-delà de 99 kHz pour respecter les limites de ±75 kHz de déviation par rapport à la fréquence nominale et de ±100 kHz de largeur du canal. Les émetteurs FM des radioamateurs et du service public utilisent généralement une déviation de ±5 kHz.
Pour reproduire avec précision la forme d'onde modulée, les chemins de traitement du signal du système composé de l'émetteur, du chemin de propagation et du récepteur, doivent disposer d'une largeur de bande suffisante pour que suffisamment de bandes latérales puissent être utilisées pour recréer le signal modulé avec le degré de précision souhaité.
Dans un système non linéaire tel qu'un amplificateur, des bandes latérales des fréquences composant le signal original peuvent être créées en raison de la distorsion. Ce phénomène est généralement minimisé, mais peut être intentionnel notamment pour l'effet musical fuzzbox.